# Abra lecointrei
Abra lecointrei is een tweekleppigensoort uit de familie van de Semelidae. De wetenschappelijke naam van de soort werd in 1955 gepubliceerd door Nicklès.